# Noël Duret
Pour les autres membres de la famille Duret, voir Duret.
Noël Duret ou Natalis Durret, né à Montbrison en 1590 et mort à Paris vers 1650, est un mathématicien et astronome français.
Cosmographe du roi Louis XIII et du cardinal de Richelieu, il fait partie des éditeurs de François Viète. On ne doit pas le confondre avec Noël Duret, de la même famille, cordelier et professeur de théologie.

## Biographie
(février 2018).
Parent de l'avocat Jean Duret, de Moulins, et de l'herboriste Claude Duret, Noël Duret est né dans une  famille de robe, originaire du Lyonnais. Il professa les mathématiques à Paris, obtint le titre de cosmographe du roi, fut pensionné par le cardinal de Richelieu, et reçut un privilège d'édition pour de nombreux livres de mathématiques. Duret écrit d'abord en français (Nouvelle Théorie des planètes, 1635), puis en latin ; certains ouvrages étant bilingues (sur deux colonnes).

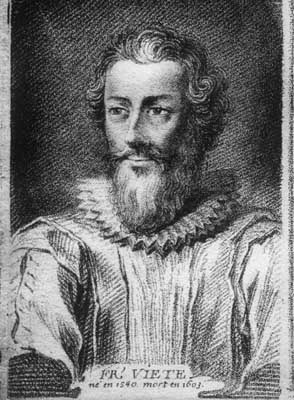
François Viète

Ses ouvrages sont très complets. Ils vont de l'introduction à l'astrologie (Astrologia generalis), à l'astrologie spécialisée (De Astrorum influxu causis ac modis quibus corpora caelestia in res inferiores agunt). Duret y décrit l'usage des éphémérides, leurs  modes de calculs et leurs interprétations. Son  De crisium mysterio tractatus magnus (1641) passe pour  une compilation de divers auteurs traitant de médecine astrologique. Il sera aussitôt traduit en anglais par  Culpeper dans sa Semeiotica Urania (1651). Son Fatum Universi sera condamné pour quelques-unes de ses prédictions. Connu du médecin Hugues de Salins de Beaune, celui-ci lui prête d'avoir conversé avec François Viète à la mort de ce dernier. Duret avait alors 13 ans ; il semble que cette anecdote est pure invention et mêle le cosmographe et un homonyme, Jean, fils de Louis Duret, médecin de Catherine de Médicis.

## Œuvres
- Nouvelle Théorie des Planètes, conforme aux Observations de Ptolomée, Copernic, Tycho, Lansberge et autres excellens Astronomes, tant anciens que modernes. Avec les Tables Richeliennes et Parisiennes exactement calculées. Par lesquelles on pourra très-facilement trouver le vray lieu des Planètes et des Etoiles fixes; et aussi calculer les Eclipses du Soleil et de la Lune et tout ce qui dépend de l'Astronomie, à quelque temps que ce soit, Paris, Gervais Alliot, 1635. in-4. 9ff.  344 pages ; ASIN : B001CA4M60.
- Novae motuum caelestium ephemerides Richelianae annorum 64, ab anno 1637 incipientes atque in annum 1700 desinentes... quibus accesserunt, 1. isagoge in astrologiam, 2. de aeris mutatione, 3. doctrinae esice primi mobilis... authore N. Durret   (manuscrit BNF V 8341).  Apud G. Alliot (1637) ASIN : B001DA5HNG (en ligne).
- Primi mobilis doctrina, duabuspartibus contenta, ephemeris ab anno 1638, ad annum 1648, Paris, 1638, in-4°.
- Première partie des tables Richeliennes, avec une briève partie des planètes selon Kepler, pour le méridien de Paris, latin et français, Paris, i658, in-fol.
- Supplementi tabularum Richelianarum pars prima, cum brevi planetarum theoria ex Kepleri sententia, 1639. Editeur : L. Perrier, ASIN : B001CA4M4W (en ligne).
- Ephemerides motuum celestium Richelianœ, ab anno 1637 ad annum 1651, ex Lansbergii tabulis, et Isagoge in aslrologiam, etc., Paris , 1641, in-4°.
- Novae motuum caelestium ephemerides Richelianae, annorum 15, ab anno 1637 incipientes... quibus accesserunt in priori parte 1. isagoge in astrologiam, 2. de aeris mutatione, 3. doctrina primi mobilis... in secunda parte 1. usus tabularum astronomicarum... 2. de crisium mysterio tractatus, 3. gnomonices liber unus... authore Natal. Durret,  Paris , 1641. Sumptibus authoris ; ASIN: B001DA9HD2.
- Traité de la géométrie et des fortifications régulières et irrégulières, Paris, 1643, in-4°.
- L'Algèbre, effections géométriques, et partie de l'Exégétique nombreuse de François Viète, traduites de latin en françois, où est adjouté des notes et commentaires et quantité de problèmes zététiques, par N. Durret. De François Viète et Natalis Durret, 1644, 238 pages édité par l'auteur, ASIN: B001D6IYEO.
- Supplément des tables Richeliennes, Londres, 1647, in-fol.

### Sources
- Auguste Bernard, Histoire du Forez, Volume 1 (en ligne).